# باتريك بويل
باتريك بويل (بالإنجليزية: Patrick Boyle)‏، من مواليد 20 مارس 1987 في غلاسكو في إسكتلندا، لاعب كرة قدم إسكتلندي.
بدأ مسيرته الكروية مع نادي إيفرتون في عام 2006، وأعير في عام 2006 إلى نادي نوريتش سيتي، وهو يلعب الآن مع نادي إيفرتون.